# Kungen reser till Frankrike

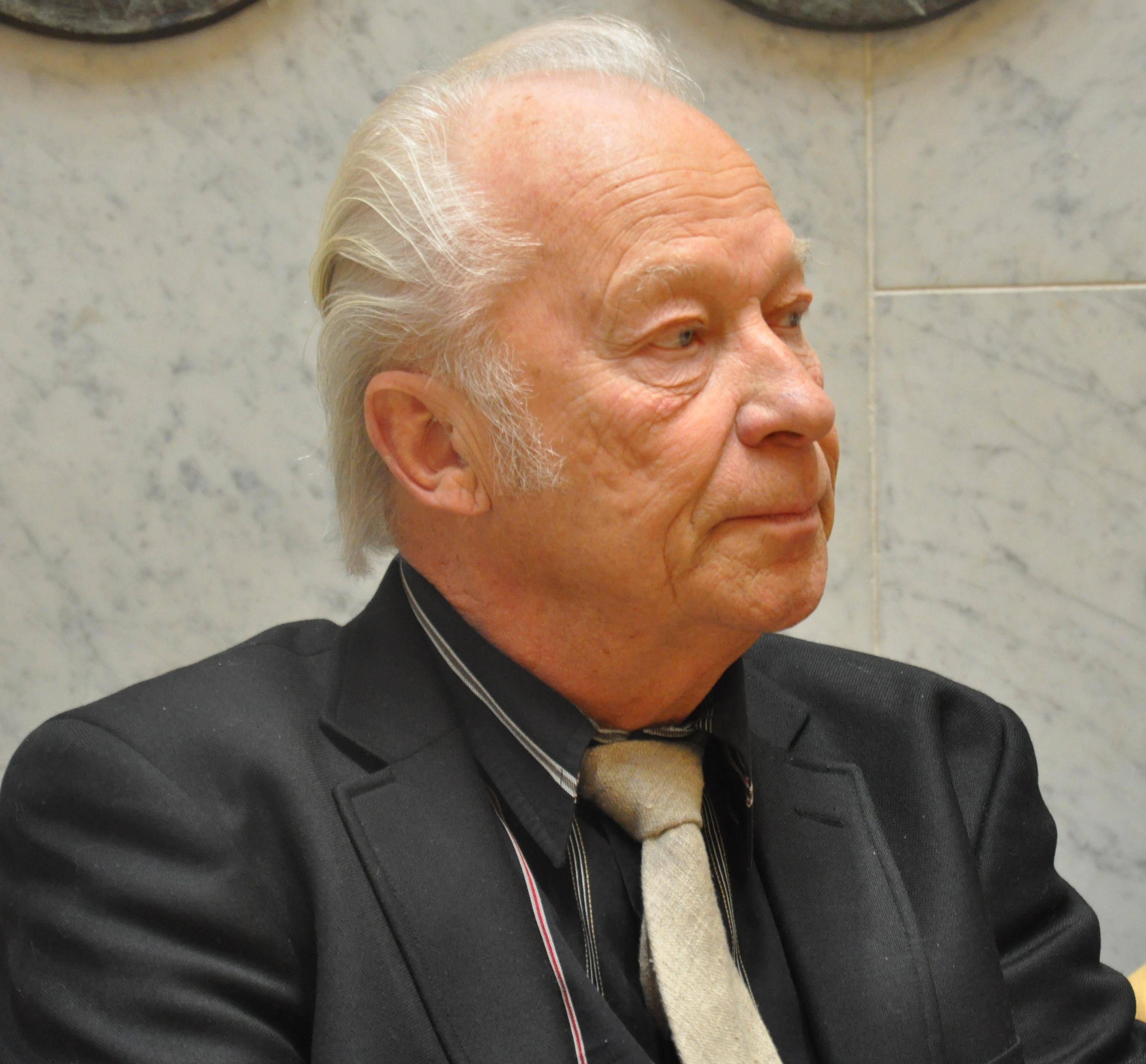
Aulis Sallinen

Kungen reser till Frankrike (finska: Kuningas lähtee Ranskaan) är en finsk opera i tre akter med musik av Aulis Sallinen och libretto av Paavo Haavikko efter hans egen radiopjäs.

## Historia
Succén med operan Det röda strecket resulterade i en gemensam beställning från Nyslotts operafestival, Covent Garden i London samt från engelska BBC. Det var Sallinens tredje opera och det andra samarbetet med poeten Haavikko efter operan Ryttaren. 1973 skrev Haavikko radiopjäsen Kungen reser till Frankrike och 1977 frågade han Sallinen om denne inte kunde tänka sig att skriva en opera på ämnet. Haavikkos pjäs var en nutida fantasi över teman från Jean Froissarts berättelser om hundraårskriget mellan Frankrike och England på 1300-talet. Efter att ha läst stycket började Sallinen komponera 1980. Hans sardoniska humor kom här till sin rätt (
genuesiska armborstskyttarnas marsch till Crécy ledsagas av en grotesk version av Schuberts "Marche militaire" i D-dur) liksom hans medkänsla för de små i samhället.
Operan hade premiär den 7 juli 1984 på Nyslotts operafestival i Nyslott.

## Personer
| Roller                                                                | Stämma      | Rollbesättningen vid premiären 7 juli 1984. (Dirigent: Okko Kamu) |
| --------------------------------------------------------------------- | ----------- | ----------------------------------------------------------------- |
| Froissart                                                             | talroll     | Heikki Kinnunen                                                   |
| Guide                                                                 | tenor       | Heikki Siukola                                                    |
| Prinsen (senare Kungen)                                               | baryton     | Jorma Hynninen                                                    |
| Premiärministern (senare hans son, Den unge Premiärministern)         | bas         | Jaakko Ryhänen                                                    |
| Den trevliga Caroline                                                 | sopran      | Eeva-Liisa Naumanen-Saarinen                                      |
| Caroline med det tjocka håret                                         | mezzosopran | Marjatta Airas                                                    |
| Anne som stjäl                                                        | sopran      | Tanja Kauppinen                                                   |
| Anne som strippar                                                     | mezzosopran | Pia-Gunn Anckar                                                   |
| Drottningen                                                           | sopran      | Helena Salonius                                                   |
| Den blinde kungen av Böhmen                                           | stum roll   | Henrik Wilenius                                                   |
| Amman                                                                 |             |                                                                   |
| Engelsk bågskytt                                                      | baryton     | Tero Hannula                                                      |
| Franske fånge                                                         |             |                                                                   |
| Sex borgare i Calais                                                  |             |                                                                   |
| Folk och byråkrater i England, genuesiska bågskyttar, folket i Calais |             |                                                                   |

## Handling
Akt I
England hotas av en ny istid. Premiärministern erbjuder prinsen fyra möjliga gemåler, varav den ena (Caroline) uppvisar tecken på galenskap. I stället för att intressera sig för giftermål sammankallar prinsen sina trupper och leder sin armé, sitt folk och sina fästmöer över den frusna kanalen till Frankrike lämnande England till sitt frusna öde.
Akt II
Den oberäkneliga Caroline blir mer galen och fantiserar om sitt kungliga bröllop. Kungen har i själv verket gift sig med en tysk prinsessa och pantsatt både henne och hennes juveler för att finansiera sitt krig. Slaget vid Crécy utkämpas på nytt och vinns tack vare fransk inkompetens och Englands hemliga vapen - en överdimensionerad kanon vid namn Parlamentet. Premiärministern råder kungen att tåga mot Paris men kungen bestämmer i stället för att belägra Calais.
Akt III
Utanför Calais murar ber en bågskytt att få lämna armen. Kungen beordrar att han ska hudflängas och ges som make till den galna Caroline. Sex borgare i Calais skonas då de varnade kungen för det förrädiska folket. Kungen utnämner dem till ledamöter av krigstribunalen och avslöjar sin plan: marschera mot Paris, hudflänga den franske kungen för krigsbrott samt marschera till söderns sol, värme och vin. Armén ger sig av.